# 柏本克 (加利福尼亞州聖塔克拉拉縣)
伯班克（英語：Burbank）是位於美國加利福尼亞州聖塔克拉拉縣的一個人口普查指定地區。

## 地理
伯班克的座標為37°19′14″N 121°55′54″W / 37.32056°N 121.93167°W，而該地最高點為海拔高度12米（即40英尺）。

## 人口
根據2010年美國人口普查的數據，伯班克的面積為1.04平方千米，均為陸地。當地共有人口4926人，而人口密度為每平方千米4,736人。